# Sveriges försvarsbudget

Försvarsutgifter i Sverige, Norge, Danmark, Finland och Ryssland

Norden och Rysslands försvarsutgifter

Världens försvarsutgifter

Försvarsutgifter i procent av BNP. Linjediagrammet representerar budgetarna mellan år 1950 och 2023.

Sveriges försvarsbudget är den ekonomi som svenska försvaret tilldelas av den svenska regeringen varje år. 2025 var den svenska försvarsbudgeten på 2.4% av BNP vilket motsvarar 138 miljarder SEK (kronor). Försvarsbudgeten är en viktig del av Sveriges säkerhetspolitik.
Syftet med Sveriges försvarsbudget är att säkerställa att Sverige har ett starkt och välrustat försvar som kan:
- Försvara landet mot ett väpnat angrepp
- Skydda Sveriges befolkning och territorium
- Upprätthålla Sveriges fred och säkerhet
- Bidra till internationell fred och säkerhet

## 1900-talet
Under 1900-talet har det svenska försvaret genomgått både stora ekonomiska uppgångar och kraftiga besparingar. Åren innan första världskriget satsade man stora pengar på försvaret. Efter världskriget med 1925 års försvarsbeslut minskade man försvarsutgifterna kraftigt och mycket av den svenska försvarsmakten kom att läggas ner.
1939 startade Andra världskriget och det svenska försvaret, som led stort av materielbrist, kom återigen att tilldelas ökade försvarsanslag. Detta fortsatte under första delen av det kalla kriget under 1950-talet då försvaret satsade stort på nya vapensystem i stora volymer. Från mitten av 1960-talet började man återigen minska budgeten och neddragningar på bland annat jaktplan blev en följd av detta. Fram till kalla krigets slut låg den svenska försvarsbudgeten runt tre procent av BNP. 
Efter Sovjetunionens kollaps under det tidiga 1990-talet påbörjades stora bantningar av försvaret. Försvarsbudgeten sjönk ner till under två procent av BNP vid millennieskiftet och stora mängder materiel och personal kom att lämna försvaret.

## 2000-talet
Under 00-talet fortsatte besparingarna på det svenska försvaret och 2015 tilldelades försvarsmakten 1,1% av BNP. Det stora invasionsförsvaret hade nu ställts om till det nya insatsförsvaret med tyngden på internationella uppdrag som i Afghanistan. 
I och med Rysslands övertagande av den ukrainska halvön Krim, en bekräftad ubåtskränkning i den svenska skärgården och ett sämre europeiskt säkerhetsläge under 2014 presenterade den svenska regeringen åter ökade försvarsanslag inför Försvarsbeslutet 2015. Efter Rysslands invasion av Ukraina 2022 meddelade den svenska regeringen att försvarsbudgeten åter skulle öka till 2,0% av BNP. Sveriges försvarsbudget för 2024 är 119 miljarder kronor. Det motsvarar 1,29% av BNP, men NATO definierar försvarsutgifter annorlunda än Sverige och med NATO:s definition "som är bredare och innefattar fler poster än enbart anslagen 1:1–1:13 inom utgiftsområde 6, kommer Sverige redan 2024 att redovisa försvarsutgifter som motsvarar 2 procent av BNP" Materielanskaffning utgjorde 41,3 miljarder kronor och personal 35,7 miljarder kronor. Sveriges statsbudget för 2024 är 1 331 miljarder kronor.
Försvarsbudgeten på 119 miljarder kronor utgör 9 % av statsbudgeten.